# Caroline Matthews

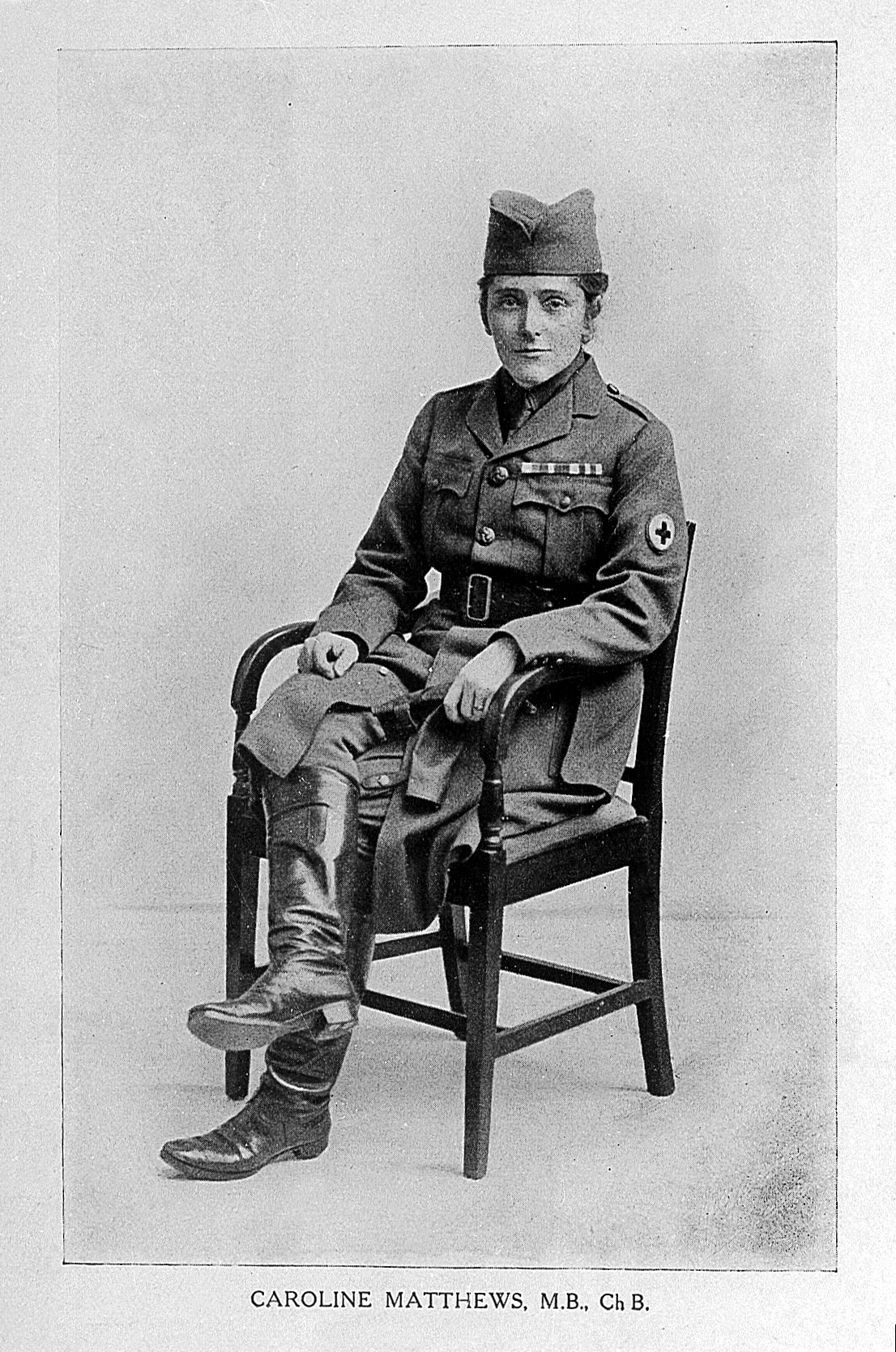
Caroline Matthews, 1916

Caroline Matthews, geborene Twigge (* 25. September 1877 in Liverpool; † 16. April 1927 in London), war eine englisch-britische Ärztin und Kriegsberichterstatterin. Sie diente dem Italienischen Roten Kreuz beim Erdbeben von Messina 1908 und in Militärkrankenhäusern während der Balkankriege und des Ersten Weltkriegs und geriet in Kriegsgefangenschaft. Sie wurde mit der Medaille König Viktor Emanuel III., der Medaille des Italienischen Roten Kreuzes, der Erinnerungsmedaille an den italienisch-österreichischen Krieg und dem montenegrinischen Orden Danilos I. für die Unabhängigkeit ausgezeichnet. Als sie starb, gedachte die Presse ihrer als „Kriegsheldin“ und „Florence Nightingale des Balkans“.

## Leben
Matthews wurde als Tochter von John Twigge (1848–1908) und seiner Frau Caroline Sara Twigge, geborene Sargeant (* 1847), geboren. Sie wurde am 26. Juni 1878 getauft und hatte zwei Brüder, John S. Twigge (* 1872), der Pfarrer wurde, und Herbert L. Twigge (* 1875), der wie der Vater Reis- und Obsthändler wurde. Die Familie lebte in Waterloo, Merseyside.
Sie erhielt Privatunterricht, bevor sie 1898 im Alter von 21 Jahren in Edinburgh das Medizinstudium aufnahm. Sie studierte extra mural an der Universität Edinburgh über das Edinburgh College of Medicine for Women. Matthews bestand im Juli 1903 die Fachprüfungen zum Bachelor of Medicine, Bachelor of Surgery und wurde am 17. Oktober 1903 als Ärztin zugelassen. Zu ihren akademischen Lehrern gehörten der analytische Chemiker William Ivison Macadam, der Radiologiepionier Dawson Turner, Diarmid Noel Paton, William Craig, William Russell, Harvey Littlejohn und der Neurologe Alexander Bruce sowie die Medizinerin Grace Cadell in der New Town Dispensary.
Sie heiratete 1907 Joseph Matthews, einen Chirurgen, der Witwer und fast dreißig Jahre älter als sie war.
Matthews meldete sich als Freiwillige nach dem Erdbeben von Messina 1908, bei dem die Stadt fast die Hälfte ihrer Einwohner, darunter auch Krankenschwestern und Ärzte, verlor. Sie gehörte zu denjenigen, die an den internationalen Hilfsmaßnahmen beteiligt waren und erhielt dafür von Italien eine Silber-Medaille König Viktor Emanuel III. verliehen. Eigentlich sollte sie als Ärztin in einer von Lepra betroffenen Gemeinde in China arbeiten, kehrte mit einem eigens zur Hilfe für Italien gecharterten Schiff noch auf der Hinreise zurück. Matthews wurde angeblich einfach wie ein Soldat behandelt, als sie den Grenadieren zugeteilt war.
1910 war Matthews die einzige Frau und die einzige englischsprachige Frau unter den Soldaten, die der Zivilbevölkerung im Dorf Cinquefrondi in Kalabrien halfen, wo eine Pockeninfektion grassierte und die Stadt unter Quarantäne gestellt wurde. Sie selbst musste sich in Rom von einer nicht näher bezeichneten „schweren Krankheit“ erholen, bevor sie nach Hause zurückkehren konnte. In der Zeitschrift The Gentlewoman, in deren Children’s Salon Matthews 1906 mitgewirkt hatte, schrieb in romantischer Formulierung über sie: „Sturdily the stranger in the camp, [she] worked with a will, sharing the hardship of the men.“ 1911 wurde sie mit der Medaille des Italienischen Roten Kreuzes und einem weiteren Staatsorden, der Erinnerungsmedaille an den italienisch-österreichischen Krieg, ausgezeichnet.
In den Jahren der Balkankriege 1912 und 1913 wurde sie Chirurgin in der montenegrinischen Armee und Kriegsberichterstatterin für die Wochenzeitschrift The Sphere. Dafür erhielt sie eine weitere Auszeichnung, den montenegrinischen Orden Danilos I. für die Unabhängigkeit. In ihren Kriegstagebuchartikeln berichtet Matthews über ihre persönlichen Erlebnisse. So stürzte sie bei einem nächtlichen Schneesturm auf dem Weg zu einem verletzten Offizier. Bei dem Versuch, das mitgeführte medizinische Material zu schützen, brach sie sich den Kiefer und mehrere Zähne und erlitt Schnittwunden im Gesicht. Sie setzte die Reise und die Behandlung des verwundeten Beins des Mannes fort und kehrte nach einigen Tagen, in denen sie sich selbst erholte, zu ihrem Posten im Krankenhaus zurück. Matthews berichtete auch von der anhaltenden patriotischen Haltung der montenegrinischen Bevölkerung, trotz der extremen Armut und der Schwere der Verletzungen vieler Menschen. In ihrem Artikel ging sie auch auf den relativen Komfort der türkischen Kriegsgefangenen ein.
Im November 1912 berichtete The Gentlewoman in einem Artikel mit dem Titel A Lady Doctor at the Front, dass sie in Syrien gewesen war, bevor sie sich freiwillig für die Arbeit im Militärkrankenhaus zu melden, und daher für das Wetter auf dem Balkan unangemessen gekleidet war. Ihre Erinnerungen enthalten geschwätzige Details über die Reise und stehen im Gegensatz zu einer sachlichen Beschreibung der Verwundeten, die sie im Militärkrankenhaus antraf, wo sie sich über die schlechte Hygiene und den Mangel an Ressourcen Sorgen machte. Sie berichtet, dass dort pro Woche 4.000 Verwundete behandelt wurden, wobei nur Amateurkrankenschwestern und sogar Kinder als „Stationspfleger“ eingesetzt wurden, aber überraschenderweise nur 16 Todesfälle zu beklagen waren, trotz ihrer eigenen Sprachprobleme und der mangelnden Unterstützung durch russische Ärzte. Sie lobt auch den Mut und die Ritterlichkeit der verletzten Männer, die sie als „tapfer, geduldig und dankbar“ bezeichnet, die sich aber danach sehnten, wieder an der Front zu dienen.
Zu Beginn des Ersten Weltkriegs meldete sich Matthews erneut freiwillig, diesmal um auf eigene Kosten in Serbien zu dienen, und wurde Sanitätsoffizierin in der serbischen Armee, nachdem ihr Plan, dem serbischen Feldambulanzdienst beizutreten, abgelehnt worden war. Sie äußerte, dass sie, wenn sie ihre Fähigkeiten einsetzte, das Gefühl hatte, dass „das Leben in diesen Tagen lebenswert war“. Ihre Artikel für The Sphere bildeten ein illustriertes Kriegstagebuch. Im Juli 1915 beschreibt sie zum Beispiel, wie die eine Gruppe der Scottish Women’s Hospitals nach Malta reiste, um den evakuierten Verwundeten zu helfen, dann nach Griechenland und weiter nach Niš in Serbien. Sie geht auf die Beziehungen zwischen Gefangenen und Kriegsgefangenen ein und lobt die internationale Gruppe von Frauen (und Männern), die unter sehr schwierigen Bedingungen in den Lazaretten arbeiteten, unter anderem während eines schweren Typhusausbruchs, bei dem zwei Ärzte der Scottish Women’s Hospitals ums Leben kamen.
Ihre letzte Aufgabe im Feld bestand darin, nach dem Rückzug der Serben am 13. Oktober 1915 freiwillig bei den Verwundeten zu bleiben und das Lazarett in Uzsitsi für das serbische Rote Kreuz zu leiten, obwohl sie wusste, dass sie von den vorrückenden österreichischen Alliierten gefangen genommen werden würde. Dies geschah in der Nacht, als deutsche Soldaten sie bedrohten und schikanierten, während sie ihr Zimmer nach Medikamenten durchsuchten. Da sie sich später weigerte, Angehörige der Besatzungsarmee zu behandeln, die die Decken der Patienten gestohlen hatten, wurde sie der Spionage beschuldigt, als Gefangene nach Belgrad gebracht und dann in Ungarn interniert, wo sie mit Alice Hutchison mit ihrer Scottish Women’s Hospitals-Einheit traf. Durch deren Bemühungen wurde sie schließlich zusammen mit der Einheit entlassen und durfte ausreisen, hatte aber auf der Reise durch die Schweiz weitere Probleme, als sie auf deutsche „Spione“ traf, von denen sie einen in Luzern aus dem Zug gestoßen haben soll. Nach ihrer Rückkehr wurde Matthews unter der Überschrift „Lady Doctor in Khaki“ auf der Titelseite der Zeitung The Sheffield Independent in Kniehosen und einem Mantel im Offiziersstil abgebildet.
The Sphere veröffentlichte Matthews Kriegserfahrungen am 1. April und erneut am 22. April 1916 in zweiseitigen, illustrierten Beiträgen unter dem Titel In the Hands of the Enemy – A Personal Narrative by Dr. Caroline Matthews. Über das Verhältnis zu den deutsch-österreichischen Militärs sagte sie, dass sie manchmal mutig und trotzig, manchmal aber auch vorsichtig und zurückhaltend sein musste. Trotz körperlicher Angriffe beschrieb sie ihre Entschlossenheit, ihnen „nicht die ersehnte Genugtuung zu gewähren, Angst in britischen Augen zu sehen“. Matthews schrieb auch eine Reihe ähnlicher Artikel für The Courier mit dem Titel In the Hands of the Hun – The Experiences of a Woman Doctor in Serbia.
Ihre Kriegserlebnisse, als die „vielleicht die außergewöhnlichste Zeit eines abwechslungsreichen Lebens“ beschrieben, wurden 1916 von Mills & Boon in dem Buch Experiences of a Woman Doctor in Serbia veröffentlicht, das sie „in Liebe und Dankbarkeit Amy M. Johns, einer Freundin unter Tausenden“ widmete.
Das Buch wurde von The Courier als „ein anschauliches Panorama“ und „eine spannende Erzählung“ beschrieben. Sie schildert Einzelheiten wie die freundschaftliche Zusammenarbeit mit dem ungarischen Chefarzt während eines tödlichen Diphtherieausbruchs, der durch einen „feigen“ Chefarzt ersetzt wurde, der die Cholerastation nicht betrat, sondern Matthews die Verantwortung überließ. Sie schildert, wie der Feind ankam, alle Decken der Patienten für seine Truppen mitnahm und ihr medizinische Instrumente und Geld stahl. Aber sie sagte, sie sei „durch einen kleinen Union Jack auf einer Schokoladenschachtel aufgemuntert und ermutigt worden“. Matthews erklärte, dass sie selbst an Diphtherie erkrankt war und sich verzweifelt fühlte, aber „auf den Stationen herumkroch“. Sie erzählt von der Brutalität in der Nacht ihrer Gefangennahme, von der Beförderung in einem Ochsenkarren bei bitterem Wetter und von verschiedenen Entbehrungen, darunter so viel Hunger, dass sie ihren Ehering gegen Schokolade eintauschte. Nach ihren eigenen Worten, die in der Yorkshire Post zitiert wurden, hatte Matthews, obwohl sie schon vorher „böse Geister in den Augen der Menschen, Gerissenheit und Blutgier erlebt hatte […], noch nie zuvor solch eigenartig teuflische Ausdrücke des absoluten Hasses erlebt, wie sie von diesen teutonischen Offizieren gegen mich gerichtet wurden“. Während einer Anhörung und eines Verhörs wegen des erfundenen Spionagevorwurfs beschwerte sich Matthews trotzig über ihre Behandlung und die Diebstähle, woraufhin man ihr sagte, dass es „jetzt keine Genfer Konvention mehr gäbe“ und sie erzählte, wie sie sich freute, als sie plötzlich die vertraute Stimme von Alice Hutchison rufen hörte: „How are you, Twiggie!“.
Ihre Arbeit wurde mit den autobiografischen Schriften von Flora Sandes verglichen, die als freiwillige Kämpferin in der serbischen Armee kämpfte und deren Memoiren darauf abzielten, Geld für die Serben zu sammeln. Matthews Geschichten und die Erwähnung ihrer Tapferkeit in den Presseberichten gelangten bis nach Australien sowie in die regionale Presse in Großbritannien.
Nach dem Krieg führte Matthews ihre Freundschaft zu Amy Maria Johns fort, der sie 1916 ihr Buch gewidmet hatte, und fühlte sich ihr „hingebungsvoll verbunden“. Johns schrieb ein Gedicht an Matthews, das als Vorwort diente:
A woman child. She dreamed the dreams of men.

Of fiery purposes, and battles' din.

She left her dolls to play with soldier toys,

And glow'd in enterprise of heroes bold.

Such child -

Grown to the kingdom of her woman's heart,

Goes forth with joy beneath her country's flag.

Gives of her skill to those who call for aid.

She faces death in many a cruel guise,

Holding life cheap, for honour and her King.
Matthews und Johns reisten nach dem Krieg gemeinsam mehr als ein Jahr lang durch Indien, doch Johns starb auf dem Rückweg 1923 plötzlich in einem Zug von Dover nach London. Da Matthews sich für Spiritismus interessierte und ein Medium ihren eigenen plötzlichen Tod vorausgesagt hatte, von dem sie glaubte, dass er aufgrund ihres schlechten Gesundheitszustands vor dem von Johns eintreten würde, hatte sie Johns 500 Pfund in Kriegsanleihen überwiesen. nach dem vorzeitigen Tod von Johns focht Matthews das Testament ihrer Freundin an, um die Rückübertragung dieser Anleihen zu erwirken, was jedoch abgelehnt wurde.
Matthews Gesundheit war durch ihre Kriegserlebnisse tatsächlich geschädigt und sie starb 1927 im Alter von 49 Jahren an einer Lungenentzündung nach einer Grippe. in Sydenham, London. Trotz des Erbstreits gab die Familie von Johns die Erlaubnis, dass Matthews unter großer Anteilnahme in Johns Grab auf einem kleinen Friedhof in Downe in der Nähe von Farnborough, London, beigesetzt wurde.
Das National War Museum bemühte sich um ihre Uniform und andere Kriegsgegenstände. Heute befinden sich Matthews khakifarbener Rucksack, der in ihrem Buch erwähnt wird, und ihr Abschlussballkleid sowie einige ihrer medizinischen Feldausrüstungen und Medaillen im Science Museum und der medizinischen Sammlung der Wellcome Library.

## Veröffentlichungen
- Hints of a Lady Doctor, 1905.[1]
- Artikel in The Gentlewoman
  - A Lady Doctor at the Front, 1912.
- Artikel in The Sphere
  - With the Montenegrins – How Hunger and Starvation are Facing the Brave Fighters of the Little Kingdom., 1913.
  - With the Wounded Serbs at Nish: A Personal Narrative by a British Red Cross Worker in Serbia, 1915.
  - In the Hands of the Enemy – A Personal Narrative by Dr. Caroline Matthews, 1916.
  - Christmas Day in Jerusalem – How I met the Shepherds in their Leopard-Skin Cloaks and Helped to Revive their Frozen Lambs in the Monastery of Marielas (or Mar Elyas), 1916.
- Artikel in The Courier
  - Remarkable Series of Adventures Begins Next Week … In the Hands of the Hun – The Experiences of a Woman Doctor in Serbia, 1916.
- Experiences of a Woman Doctor in Serbia. Mills & Boon, Richmond, London 1916.